# Liste des conseillers généraux de la Haute-Savoie
Pour un article plus général, voir Conseil départemental de la Haute-Savoie.
Cet article dresse la liste des conseillers généraux de la Haute-Savoie jusqu'à 2015. À partir de 2015, voir la liste des conseillers départementaux de la Haute-Savoie.

## Composition du conseil général
| Parti                                | Sigle | Sigle | Élus |
| ------------------------------------ | ----- | ----- | ---- |
| Majorité (31 sièges)                 |       |       |      |
| Divers droite                        |       | DVD   | 13   |
| Union pour un mouvement populaire    |       | UMP   | 8    |
| Union des démocrates et indépendants |       | UDI   | 5    |
| Divers gauche                        |       | DVG   | 3    |
| Mouvement démocrate                  |       | MoDem | 1    |
| Opposition (3 sièges)                |       |       |      |
| Parti socialiste                     |       | PS    | 3    |
| Président du Conseil général         |       |       |      |
| Christian Monteil (DVD)              |       |       |      |

## Liste des conseillers généraux
| Canton                                     | Circ | Conseiller général | Parti | Parti | Série |
| ------------------------------------------ | ---- | ------------------ | ----- | ----- | ----- |
| Arrondissement d'Annecy                    |      |                    |       |       |       |
| Canton d'Alby-sur-Chéran                   | 2    | Jean-Claude Martin |       | DVG   | 2011  |
| Canton d'Annecy-Centre                     | 2    | Jean-Luc Rigaut    |       | UDI   | 2011  |
| Canton d'Annecy-Nord-Est                   | 2    | Dominique Puthod   |       | UDI   | 2008  |
| Canton d'Annecy-Nord-Ouest                 | 1    | Christian Jeantet  |       | PS    | 2011  |
| Canton d'Annecy-le-Vieux                   | 1    | Antoine de Menthon |       | UMP   | 2011  |
| Canton de Faverges                         | 2    | Pierre Losserand   |       | UMP   | 2011  |
| Canton de Rumilly                          | 1    | Christian Heison   |       | DVD   | 2008  |
| Canton de Seynod                           | 2    | Françoise Camusso  |       | UMP   | 2008  |
| Canton de Thônes                           | 2    | Jean-Paul Amoudry  |       | UDI   | 2008  |
| Canton de Thorens-Glières                  | 1    | François Excoffier |       | UMP   | 2008  |
| Arrondissement de Bonneville               |      |                    |       |       |       |
| Canton de Bonneville                       | 3    | Raymond Mudry      |       | DVD   | 2008  |
| Canton de Chamonix-Mont-Blanc              | 6    | Michel Charlet     |       | DVD   | 2008  |
| Canton de Cluses                           | 6    | Jean-Louis Mivel   |       | DVD   | 2011  |
| Canton de La Roche-sur-Foron               | 3    | Denis Duvernay     |       | DVD   | 2011  |
| Canton de Saint-Gervais-les-Bains          | 6    | Jean-Marc Peillex  |       | UDI   | 2011  |
| Canton de Saint-Jeoire-en-Faucigny         | 3    | Serge Pittet       |       | UMP   | 2011  |
| Canton de Sallanches                       | 6    | Georges Morand     |       | DVD   | 2008  |
| Canton de Samoëns                          | 6    | François Mogenet   |       | UDI   | 2011  |
| Canton de Scionzier                        | 6    | Maurice Gradel     |       | DVD   | 2008  |
| Canton de Taninges                         | 6    | Guy Chavanne       |       | UMP   | 2008  |
| Arrondissement de Saint-Julien-en-Genevois |      |                    |       |       |       |
| Canton d'Annemasse-Nord                    | 4    | Raymond Bardet     |       | DVD   | 2011  |
| Canton d'Annemasse-Sud                     | 4    | Claude Birraux     |       | UMP   | 2008  |
| Canton de Cruseilles                       | 3    | Jean-Loup Galland  |       | DVD   | 2008  |
| Canton de Frangy                           | 4    | Vincent Rabatel    |       | DVD   | 2011  |
| Canton de Reignier-Ésery                   | 3    | Maurice Sonnerat   |       | DVG   | 2011  |
| Canton de Saint-Julien-en-Genevois         | 4    | Antoine Vielliard  |       | Modem | 2011  |
| Seyssel                                    | 4    | Christian Monteil  |       | DVD   | 2008  |
| Arrondissement de Thonon-les-Bains         |      |                    |       |       |       |
| Canton d'Abondance                         | 5    | Pascal Bel         |       | DVD   | 2011  |
| Canton de Boëge                            | 3    | Joël Baud-Grasset  |       | UMP   | 2008  |
| Canton de Douvaine                         | 5    | Jean Neury         |       | DVD   | 2011  |
| Canton d'Évian-les-Bains                   | 5    | Gaston Lacroix     |       | DVG   | 2008  |
| Canton du Biot                             | 5    | Denis Bouchet      |       | DVD   | 2008  |
| Canton de Thonon-les-Bains-Est             | 5    | Frédéric Zory      |       | PS    | 2008  |
| Canton de Thonon-les-Bains-Ouest           | 5    | Georges Constantin |       | PS    | 2011  |